# 1528 w sztukach plastycznych

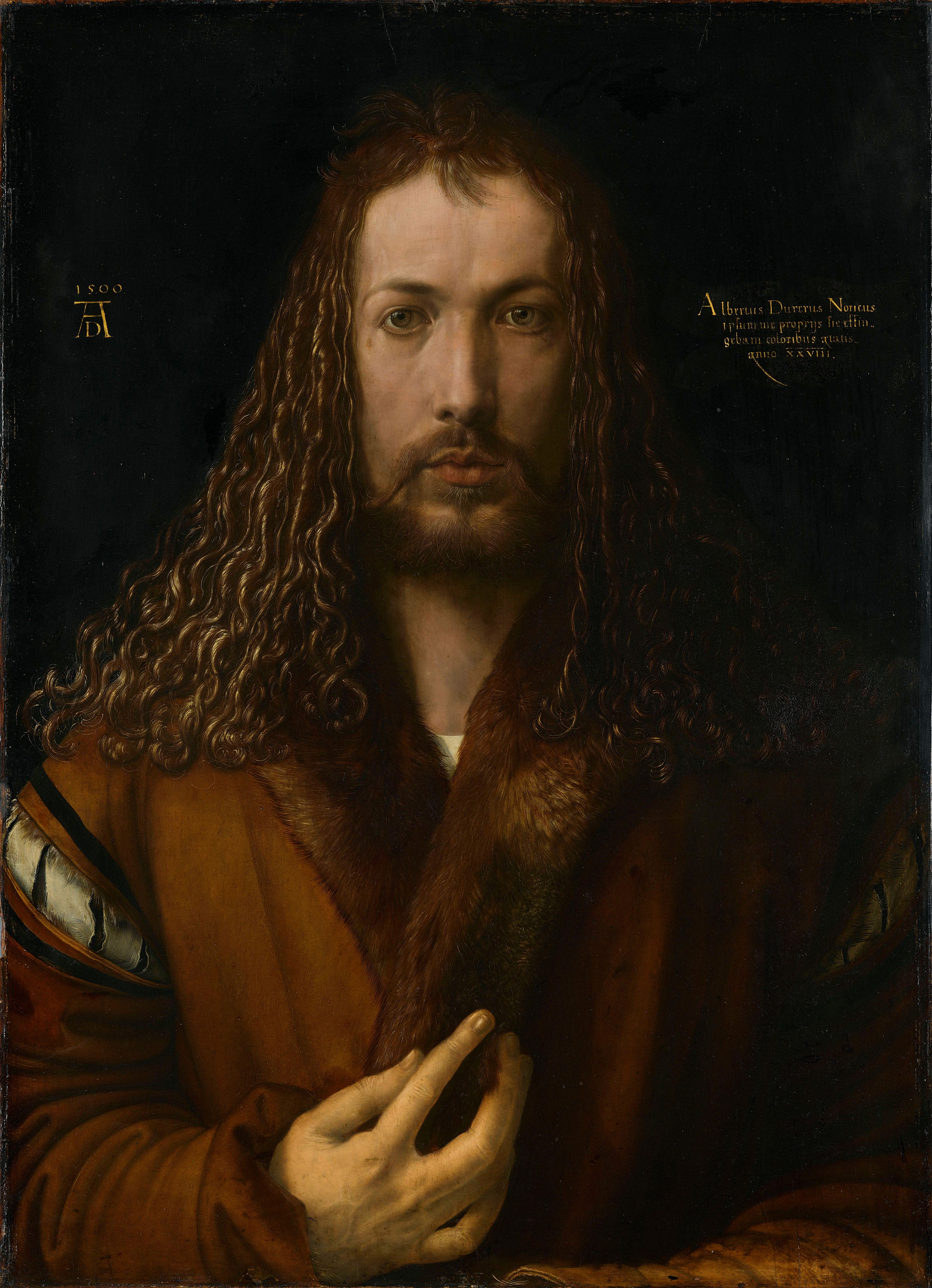
Albrecht Dürer,Autoportret

Wydarzenia w sztukach plastycznych i wizualnych w 1528 roku.

## Urodzili się
- 29 lutego – Albrecht V, książę Bawarii, mecenas sztuki[1].
- Paolo Veronese, włoski malarz[2][3].

## Zmarli
- 6 kwietnia – Albrecht Dürer, niemiecki malarz i grafik[4][5].
- 31 sierpnia – Matthias Grünewald, niemiecki malarz[6][7].